# توگین

توگین شهری در شهرستان دولوگو در استان بازگا در بورکینافاسوی مرکزی است و جمعیت آن ۱۱۰۵ نفر است.